# Плавцій Квінтілл
Луцій Тіцій Плавцій Квінтілл (лат. Lucius Titius Plautius Quintillus; ? — 175) — державний діяч часів Римської імперії, консул 159 року.

## Життєпис
Походив із заможного роду Тіціїв. Син Луція Тіція Епідія Аквіліана, консула 125 року. За правління імператора Антоніна Пія одружився з представницею знатного роду Цейонією Фабією, сестрою майбутнього імператора Луція Вера.
У 159 році став консулом, разом з Марком Статієм Пріском Ліцинієм Італіком. Знайдено декілька написів у різних частинах колишньої Римської імперії, присвячених Квінтіллу та членам його родини. Помер у 175 році.

## Сім'я
Дружина — Цейонія Фабія, донька Луція Еоія Цезаря, консула 137 року
Діти:
- Марк Педуцей Плавцій Квінтілл, консул 177 року